# Octave Landry
Pour les articles homonymes, voir Landry.
Jean Baptiste Octave Landry de Thézillat, né le 10 octobre 1826 à Limoges et mort le 1er novembre 1865 à Auteuil, est un médecin français. On lui attribue la première description, en 1859, de l'affection qui deviendra connue comme le syndrome de Guillain-Barré,. Ce syndrome neurologique est d'abord désigné, en 1876, sous le nom de paralysie ascendante de Landry par le neurologue allemand Carl Westphal, avant d'être renommé en l'honneur de Georges Guillain et de Jean Alexandre Barré qui en donnent la définition complète en 1916.

## Aperçu biographique
Octave Landry choisit la carrière médicale sous l'influence de son oncle le Dr de Thézillat, lui-même médecin aliéniste à Limoges. Dans les années 1850, il apporte ses soins aux victimes de la troisième pandémie de choléra dans le département de l'Oise, puis se consacre à la  recherche médicale. En 1857, il épouse Claire Giustigniani (1832-1901). 

## Travaux
En 1859, il publie dix cas (cinq personnels et cinq autres trouvés dans la littérature) d'une maladie qu'il nomme « paralysie ascendante aiguë » et dont il distingue trois formes :
- paralysie ascendante sans signes ou symptômes sensitifs ;
- paralysie ascendante avec anesthésie et analgésie concomitante ;
- désordre progressif généralisé avec paralysie et signes sensitifs.

Octave Landry est décrit par ceux qui l'ont connu comme affable et généreux, de manières simples. Il pratiquait en amateur le chant, le violoncelle, la danse et l'équitation et se passionnait pour l'alpinisme, la géologie et la cristallographie. Il meurt du choléra contracté au chevet de ses patients lors de l'épidémie de 1865 (dans le cadre de la quatrième pandémie), âgé de 39 ans seulement.

## Publications (liste partielle)
- Considérations générales sur la pathogénie et les indications curatives des maladies nerveuses,

thèse de médecine de Paris n° 321, 1854, Texte intégral.
- Recherches sur les causes et les indications curatives des maladies nerveuses, impr. de E. Brière et Cie (Paris),1855, lire en ligne sur Gallica
- « Mémoire sur la paralysie du sentiment d’activité musculaire », dans Gazette des hôpitaux, Paris, 1855[6], Texte intégral.
- « Note sur un état nerveux très commun attribué à tort à la congestion cérébrale »,in Bureau du Moniteur des Hôpitaux, Paris, 1861, Texte intégral.
- « De l’emploi du chloroforme et des narcotiques comme agents thérapeutiques et comme moyens de diagnostic dans certaines paralysies », dans Le moniteur des hôpitaux, vol. 5, no 35, 1887, Texte intégral.
- Traité complet des paralysies, t. 1, Paris, Masson, 1859, lire en ligne sur Gallica.